# Via Flaminia
Via Flaminia är en romersk väg som anlades år 220 f.Kr. för att förbinda Rom med Italiens adriatiska kust (Ariminum, Rimini), och var den viktigaste vägen som gick norrut under romarrikets tid.

## Sträckning
Via Flaminia utgick från Rom och följde floden Tiberns dalgång uppströms till Apenninerna. Där korsade vägen Scheggia-passet och floden Metauros dalgång. På vägen passerade den bland annat Fano och Pesaro innan den slutade i Ariminum.

## Historia
Vägen byggdes av den romerske censorn Gaius Flaminius. Det gjordes många förändringar och förbättringar på vägen under kejsartiden. När Augustus påbörjade en allmän upprustning av vägarna i Italien, till vilken han tillsatte bland andra senatorer som projektledare, reserverade han Via Flaminia åt sig själv och lät återuppbygga alla broar, förutom Pons Mulvius, som korsade Tibern 3 kilometer norr om Rom (byggd av Marcus Aemilius Scaurus år 109 f.Kr.) och en okänd bro vid namn Pons Minucius. Stora triumfbågar upprestes till hans ära, och vid Ariminium är de fortfarande bevarade. Vespasianus byggde en ny tunnel genom bergspasset Intercisa år 77, och Trajanus, som inskriptioner visar, restaurerade många broar längs vägen. Vägen fick stor betydelse för de städer och områden som den passerade, inte minst för Ager Gallicus.

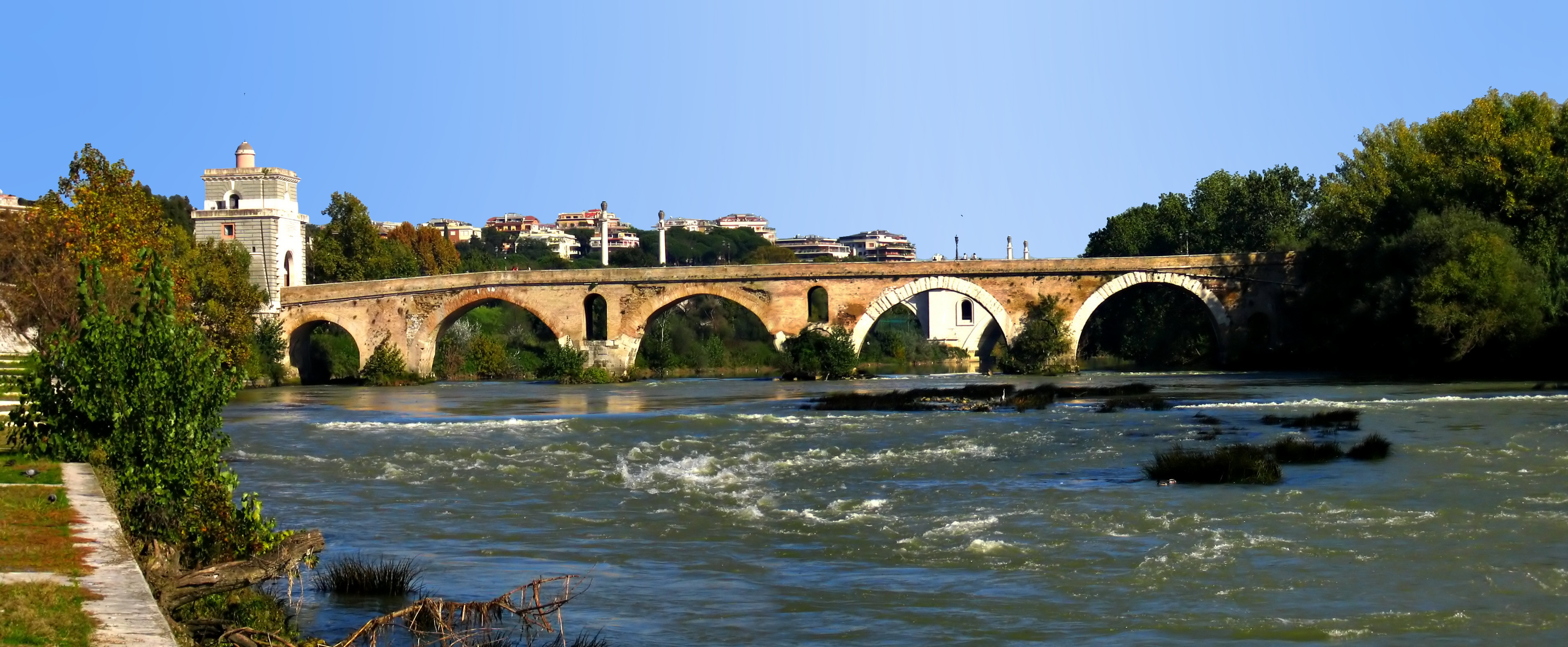
Pons Mulvius

## Betydelse
Vägen var viktig av två anledningar: under perioden då romarriket växte mest, 300-talet f.Kr. och 200-talet f.Kr., blev Via Flaminia, tillsammans med den billigare sjövägen, en av de viktigaste vägarna därigenom att den kunde transportera vete från Podalen till Rom och centrala Italien. Den andra anledningen var att under romarrikets nedgång var Via Flaminia huvudvägen till hjärtat av Italien: den togs av Julius Caesar i början av inbördeskriget, men även av olika barbarhärar, bysantinska generaler. Många stora strider utkämpades därmed i närheten av Via Flaminia, till exempel i slaget vid Sentinum (nära dagens Sassoferrato) och nära Tadinum (dagens Gualdo Tadino). Under den tidiga medeltiden kom vägen under Östroms kontroll.